# Rod Roddy
Robert Ray "Rod" Roddy, född 28 september 1937 i Fort Worth, Texas, död 27 oktober 2003 i Los Angeles, Kalifornien, var en amerikansk skådespelare. Han var med bland annat i TV-serierna Lödder och The Price Is Right.